# Матлахов, Александр Родионович
Александр Родионович Матлахов (3 марта 1995, Волжский, Волгоградская область, Россия — 2 октября 2023, Работино, Запорожская область, Украина) — российский военнослужащий, капитан, заместитель командира роты — инструктор воздушно-десантной подготовки роты специального назначения 195-го отдельного разведывательного батальона 76-й гвардейской десантно-штурмовой дивизии Воздушно-десантных войск. Герой Российской Федерации (посмертно, 2024).

## Биография
Родился 3 марта 1995 года в городе Волжский Волгоградской области.
С детства Матлахов занимался спортом, обучался карате и тхэквондо. Являлся победителем на межрегиональных детских и юношеских соревнованиях. Проходил обучение в гимназии своего родного города, которую окончил в 2013 году. С этого же года стал считаться в Вооружённых силах Российской Федерации, являлся курсантом Рязанского высшего воздушно-десантного командного училища имени генерала В. Ф. Маргелова.
Погиб 2 октября 2023 года в селе Работино, в ходе российского вторжения на Украину, по причине осколочного ранения артиллерийским снарядом.

## Звания и награды
- Герой Российской Федерации (Указом Президента Российской Федерации «закрытым» от 11 марта 2024 года за мужество и героизм, проявленные при исполнении воинского долга, гвардии капитану Матлахову Александру Родионовичу присвоено звание Героя Российской Федерации, посмертно).
- Орден Мужества (2)
- Медаль Жукова
- Другие награды

## Память
- В 2023 году в Волжской гимназии, в которой учился Матлахов, открылась «Парта Героя»[7].
- В 2024 году имя героя было увековечено в Волгоградском Зале воинской и трудовой славы[8].